# Zack Martin (football américain)
Pour les articles homonymes, voir Martin.
(en) Statistiques sur pro-football-reference
Zachary Edward « Zach » Martin, né le 20 novembre 1990 à Indianapolis, est un joueur américain de football américain évoluant au poste d'offensive guard.

## Biographie

### Carrière universitaire
Il étudie à l'université de Notre-Dame-du-Lac et y joue pour les Fighting Irish de Notre Dame.

### Carrière professionnelle
Il est sélectionné en 16e choix global lors du premier tour de la draft 2014 de la NFL par la franchise des Cowboys de Dallas.

#### Saison 2014
Lors de son année rookie, il participe aux seize matchs disputés par son équipe.
Il est sélectionné dans l'équipe des rookies de la saison 2014 (All-Rookie Team).